# Acanthomyrmex sulawesiensis
Acanthomyrmex sulawesiensis (лат.) — вид муравьёв (Formicidae) рода Acanthomyrmex из подсемейства Myrmicinae. Встречается в Юго-Восточной Азии: остров Сулавеси, территория заповедника Караэнта, расположенного в округе Марос индонезийской провинции Южный Сулавеси.

## Описание
Мелкие муравьи (рабочие 4 мм; солдаты 5 мм; эргатоидная матка 4 мм) с большеголовыми солдатами (крупными рабочими). Тело красновато-коричневое. Этот вид в основном похож на Acanthomyrmex basispinosus с Сулавеси, имея проподеальные шипы с широкой базальной частью. Однако его легко отличить от последнего по прямому заднему краю головы у мелких рабочих (сильно вогнутому у basispinosus), более широкой голове (головной индекс CI более 120, тогда как CI менее 105 у basispinosus) и более высокому узелку петиоля с острыми шипами на вершине у мелких и крупных рабочих (короткому и без шипов у basispinosus). Тело красновато-коричневое. Усики 12-члениковые, булава состоит из 3 сегментов. Колонии гнездятся в упавших ветках на лесной подстилке. У A. sulawesiensis размер колонии также составлял около 30 рабочих, несколько из которых были солдатами. Эргатоидные королевы и солдаты имели по два овариола на яичник, в то время как у мелких рабочих был только один. Колония, содержавшаяся в лаборатории в течение нескольких месяцев, произвела много эргатоидных королев (до 15). В этой осиротевшей колонии новорожденные эргатоидные королевы начали покидать гнездо, забираться на возвышенные поверхности и выполнять сексуальное призывное поведение. Это поза, при которой брюшко поднято высоко в воздух, а жало слегка выдавлено. Вид был впервые описан в 1998 году японскими мирмекологами Мамору Тераямой (University of Tokio, Токио, Япония), Фуминори Ито (Kagawa University) и бельгийским энтомологом Бруно Гобином (Zoological Institute, Leuven, Бельгия).